# Pawłosiów
Pawłosiów – wieś w Polsce położona w województwie podkarpackim, w powiecie jarosławskim, w gminie Pawłosiów.
| SIMC    | Nazwa   | Rodzaj     |
| ------- | ------- | ---------- |
| 0607908 | Dół     | część wsi  |
| 0607914 | Góra    | część wsi  |
| 0607943 | Ścieżki | przysiółek |

W latach 1975–1998 miejscowość administracyjnie należała do województwa przemyskiego.
Miejscowość jest siedzibą gminy Pawłosiów.

## Historia

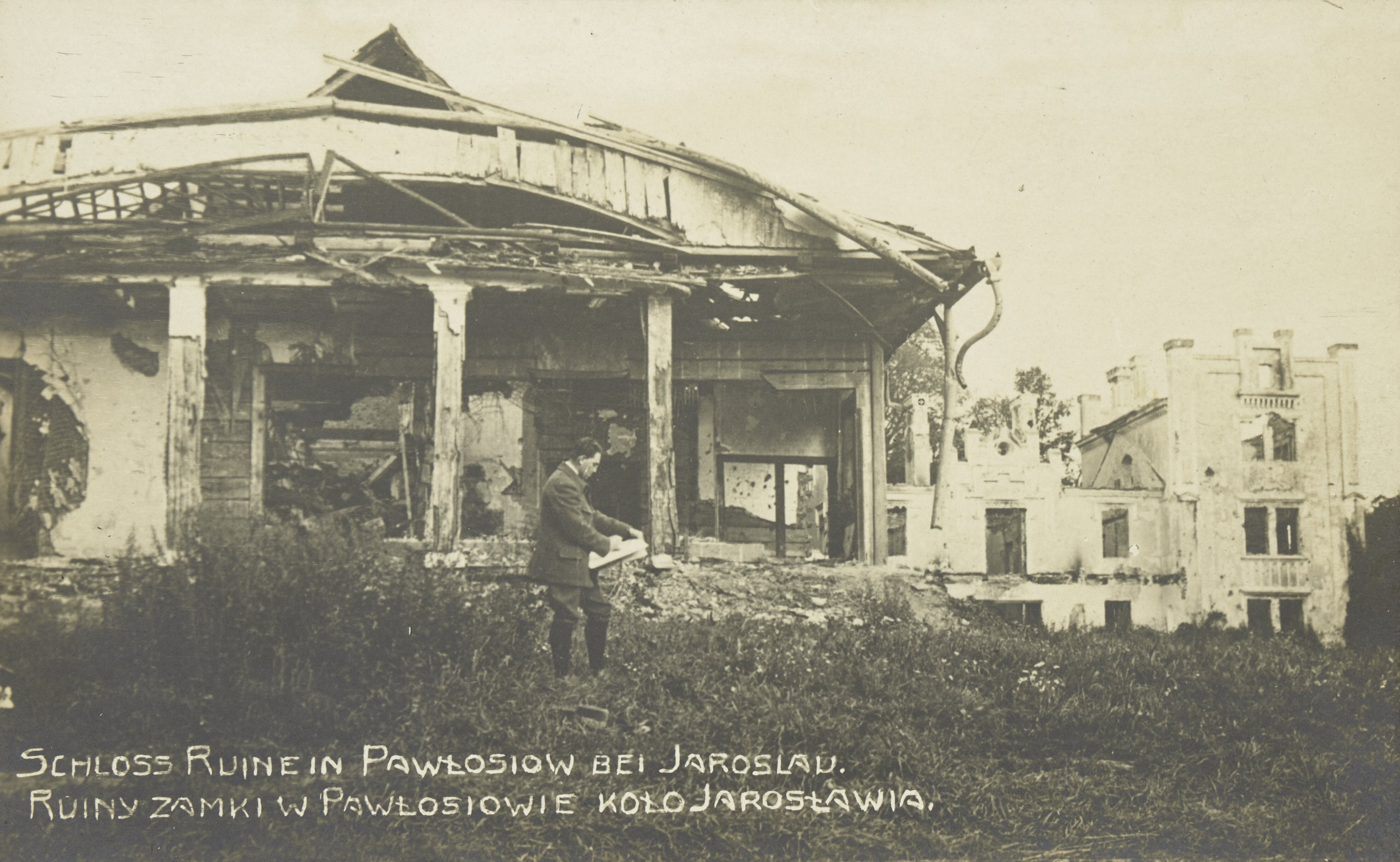
Ruiny pałacu, około 1915

Miejscowość założona w XV wieku wymieniana jako Pawlowosolo, Pawlowosyolo, Pawlowo Syolo – w 1444 r. sołectwo w części wsi z pałacem dzierżył Jan Łysakowski z Łysakowa w województwie sandomierskim. Własność m.in. Odrowążów, jarosławskich jezuitów aż do kasaty zakonu w 1773, potem rządu austriackiego i wystawiona na licytację. W XVIII wieku na murach starszego założenia powstaje tu klasycystyczny dwór murowany Wilhelma Siemieńskiego, herbu Dąbrowa, właściciel Biecza, Ropy i Magierowa, który nabył te dobra w 1777. W 1794 wieś wymieniana pod nazwą Pawłosiów. W 1888 roku Wilhelm Stanisław Siemieński gościł tu następcę tronu Austro-Węgier arcyksięcia Rudolfa. W tym okresie powstała tu też hodowla bydła rasy angielskiej i bogata biblioteka i kolekcja sztuki. Pałac rozbudowany na początku XX wieku, uległ całkowitemu zniszczeniu w 1915 w czasie bitwy prusko-rosyjskiej. Sam pałac nie został odbudowany, zachowała się część zabudowań.
W 1944 w wyniku reformy rolnej pałac stał się siedzibą Gimnazjum Rolniczego, później Technikum Weterynaryjnego. Obecnie znajduje się tu Technikum i Zasadnicza Szkoła Ogrodnicza.
7 lipca 1943 wieś została spacyfikowana przez Gestapo, oddziały wojska i żandarmerii niemieckiej. W pacyfikacji brali udział funkcjonariusze Gestapo z Jarosławia – Franz Schmidt, Kiernbach, Doppke oraz żandarm Dietschon. W czasie akcji zamordowano 3 osoby, a trzy inne wywieziono do obozu.
W latach 1954–1972 wieś była siedzibą gromady Pawłosiów.

## Zabytki
- Kapliczka św. Antoniego, mur. XVIII wiek
- Kapliczka mur. ok. poł. XIX wieku
- Kapliczka MB Niepokalanej, mur. 1904
- zespół dworski:
  - dwór, ob. Internat ZSZ, mur, 1 poł. XIX w., przebud. pocz. XX wieku
  - dom ogrodnika, mur. k. XIX w.
  - spichlerz, ob. mur. 2 poł XIX w.
  - powozownia, obok sala gimnastyczna
  - ujeżdżalnia, ob. sale lekcyjne, mur. 2 poł. XIX w.
  - ogrodzenie, mur. 2 poł, XIX w.
  - park krajoznawczy, pocz. XX w.
  - czworaki, mur. poł. XIX w.

## Sport
W miejscowości działa założony w 1948 klub piłki nożnej Czarni Pawłosiów. W sezonie 2019/2020 klub występuje w lidze okręgowej, w grupie Jarosław.